# László Csákányi

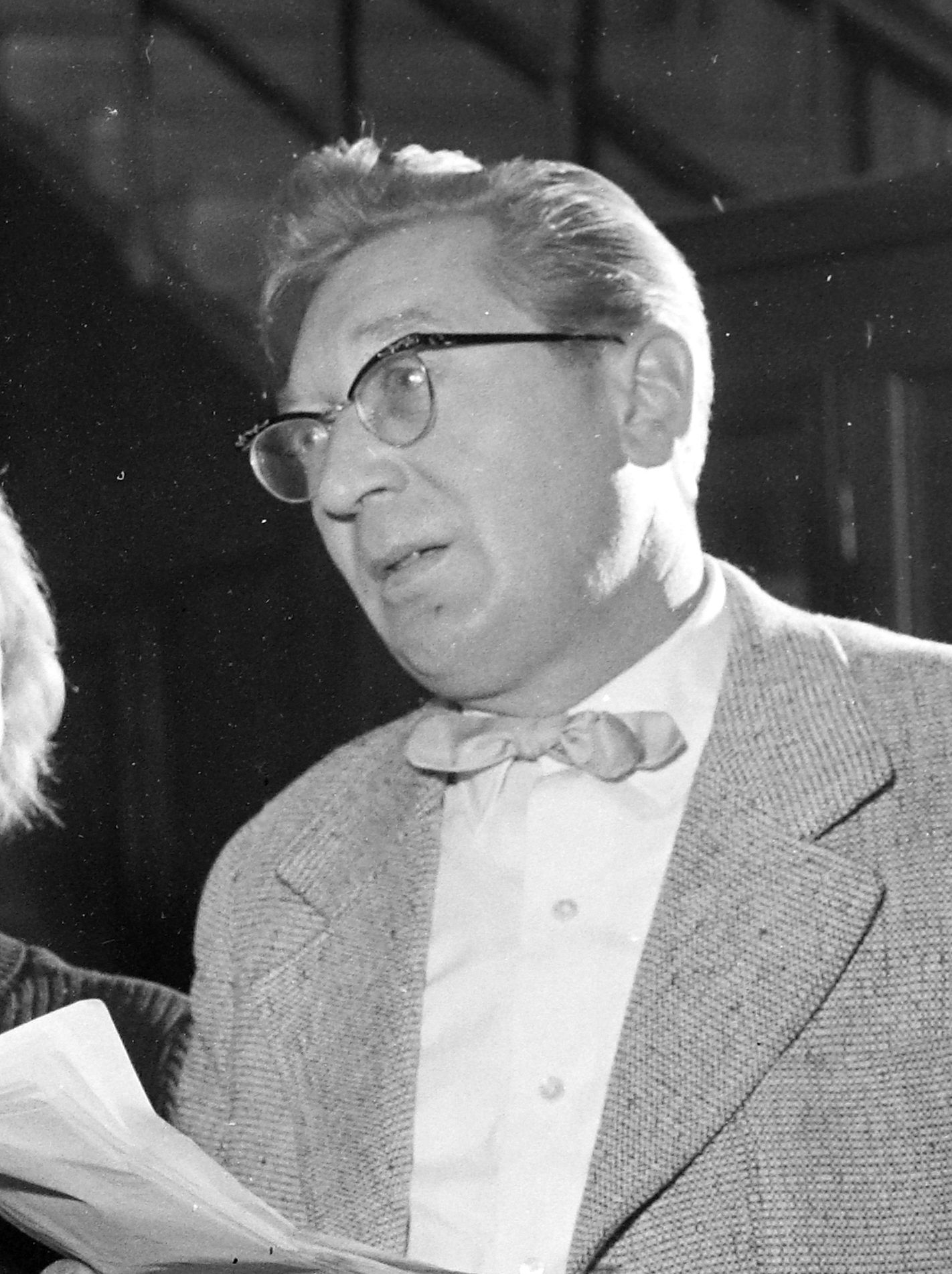
László Csákányi (1959)

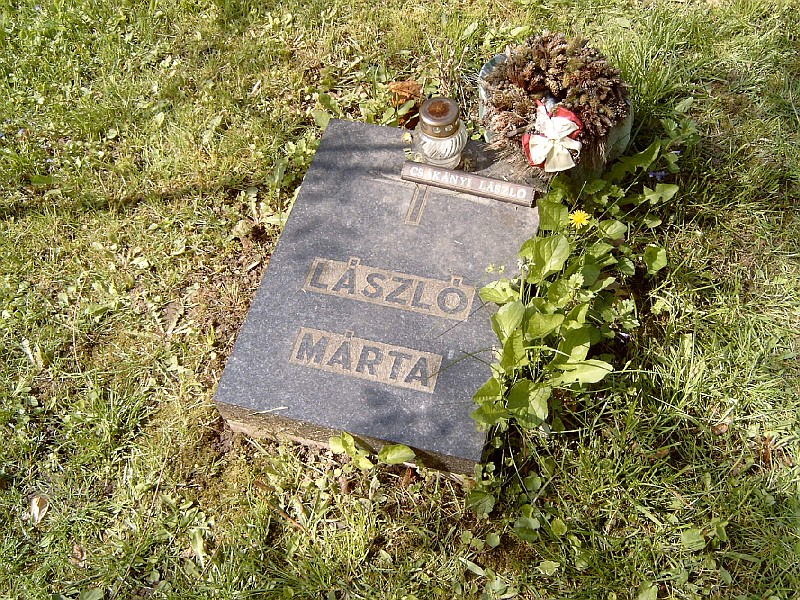
Grabstätte von László Csákányi

László Csákányi (* 13. Jänner 1921 in Güssing als Ladislaus Eugen Zsigovits; † 3. November 1992 in Budapest) war ein ungarischer Schauspieler und Chansonnier.

## Leben
Csákányi wurde 1921 als Ladislaus Eugen Zsigovits in Güssing geboren. Sein Vater war magyarisierter Kroate, seine Mutter Ungarin. Seine 1953 geborene Tochter Eszter Csákányi lebt in Budapest, wo sie als Kossuth-Preis-tragende Schauspielerin arbeitet. Er absolvierte die Budapester Schauspielakademie und kam 1942 zum Nationaltheater in Budapest.
Der Zweite Weltkrieg und eine dreijährige Kriegsgefangenschaft unterbrachen seine Karriere. Danach begann seine Theaterlaufbahn. Er wurde immer wieder an allen wichtigen Theatern Budapests eingesetzt. An Kino- und Fernsehfilmen arbeitete er als Synchronsprecher mit, so zum Beispiel in der beliebten Fernsehserie Familie Feuerstein als Fred Feuerstein. Csákányi starb 1992 in Budapest und wurde auf dem Farkasréti temető (Friedhof Farkasrét) beigesetzt.